# فیستون کالالا مایلی
فیستون کالالا مایلی (انگلیسی: Fiston Kalala Mayele؛ زادهٔ ۲۸ ژوئن ۱۹۹۴) بازیکن فوتبال اهل جمهوری دموکراتیک کنگو است.
وی همچنین در تیم ملی فوتبال جمهوری دموکراتیک کنگو بازی کرده‌است.